# ناروا
ناروا (به استونیایی: Narva) شهری در کشور استونی است. این شهر که در شهرستان ایدا-ویرو در کنار مرز کشور استونی و روسیه قرار دارد جمعیت آن ۵۴٬۴۰۹ نفر و مساحت آن ۸۴٫۵۴ کیلومتر مربع است. رود ناروا که در شرق این شهر و غرب ایوانگورود قرار دارد به‌عنوان مرز دو کشور محسوب میشود.

## شهرهای خواهرخوانده
شهرهای خواهرخوانده ناروا به شرح زیر است:
- بالتی، مولدای
- باریساو، بلاروس
- بل ایر، مریلند، آمریکا
- دونتسک، اوکراین
- البلنگ، لهستان
- شهرستان گورنا اوریاهوویتسا، بلغارستان
- ایانگورود، روسیه
- بخش کارلسکوگا، سوئد
- بخش کینگیسپسکی، روسیه
- بخش کیروفسکی، سن پترزبورگ، روسیه
- کبولتی، گرجستان
- لاختی، فنلاند
- پتروزاودسک، روسیه
- South-Western AO (Moscow)، روسیه
- تاواستیای اصلی، فنلاند
- شیامن، چین

## نگارخانه

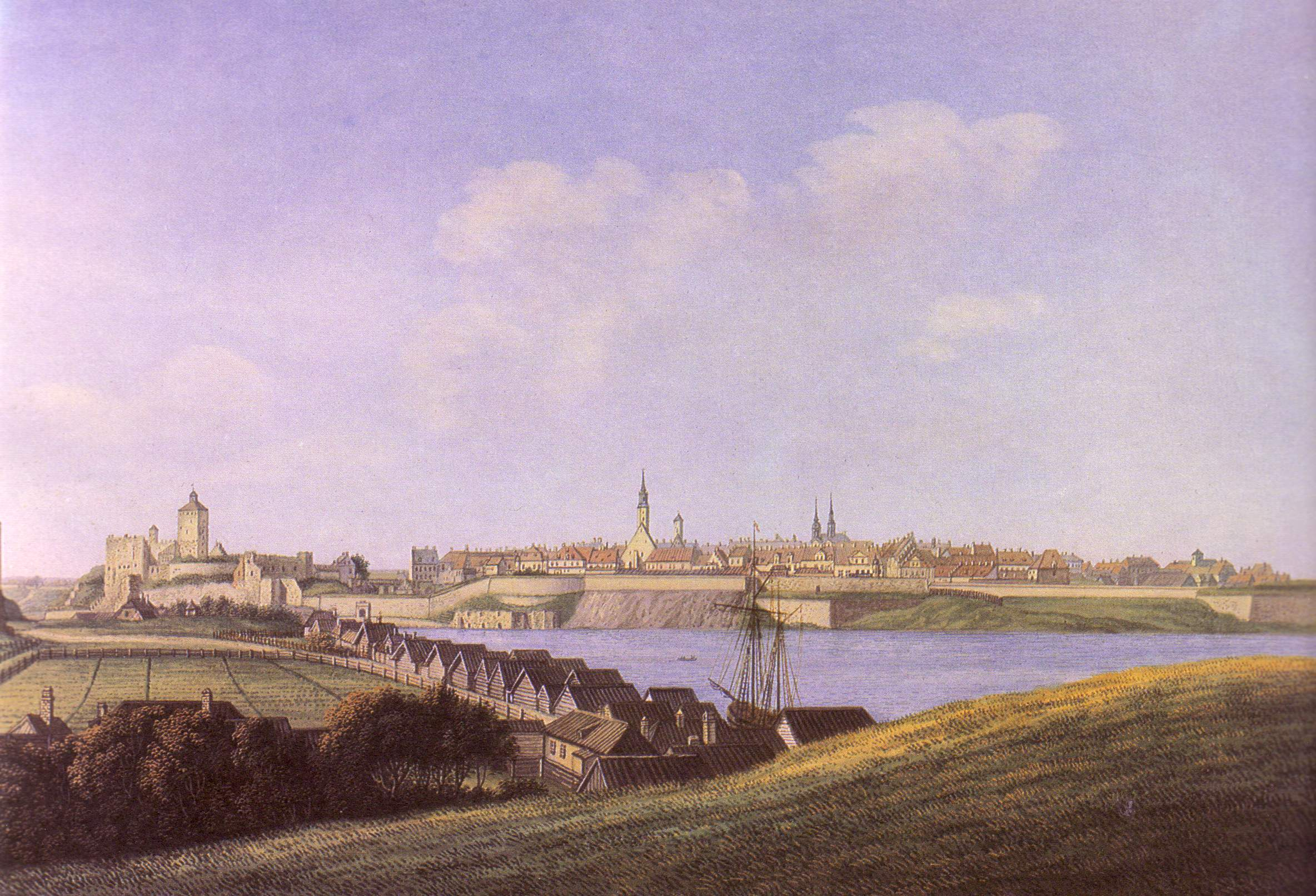
ناروا، دهه ۱۷۵۰
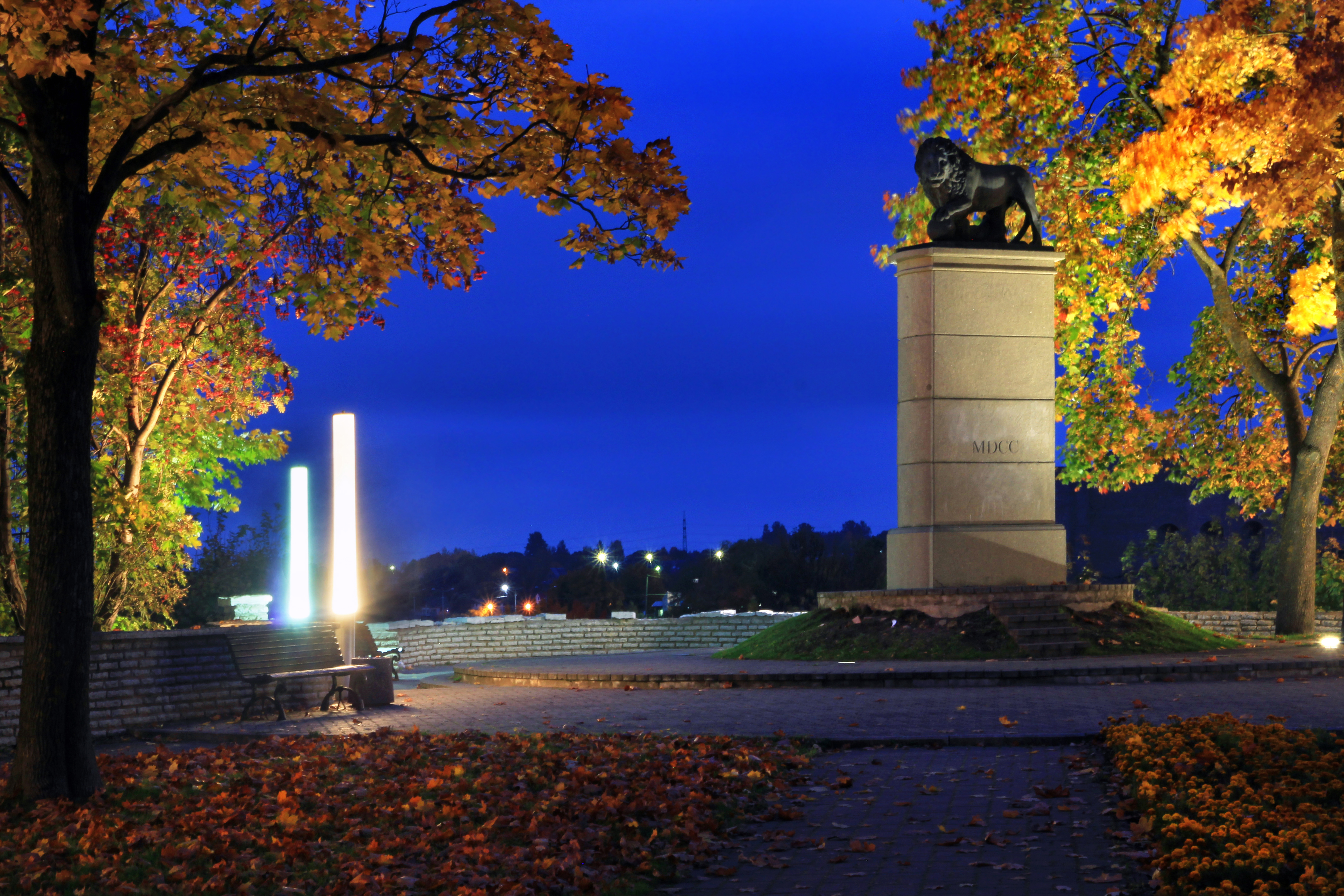
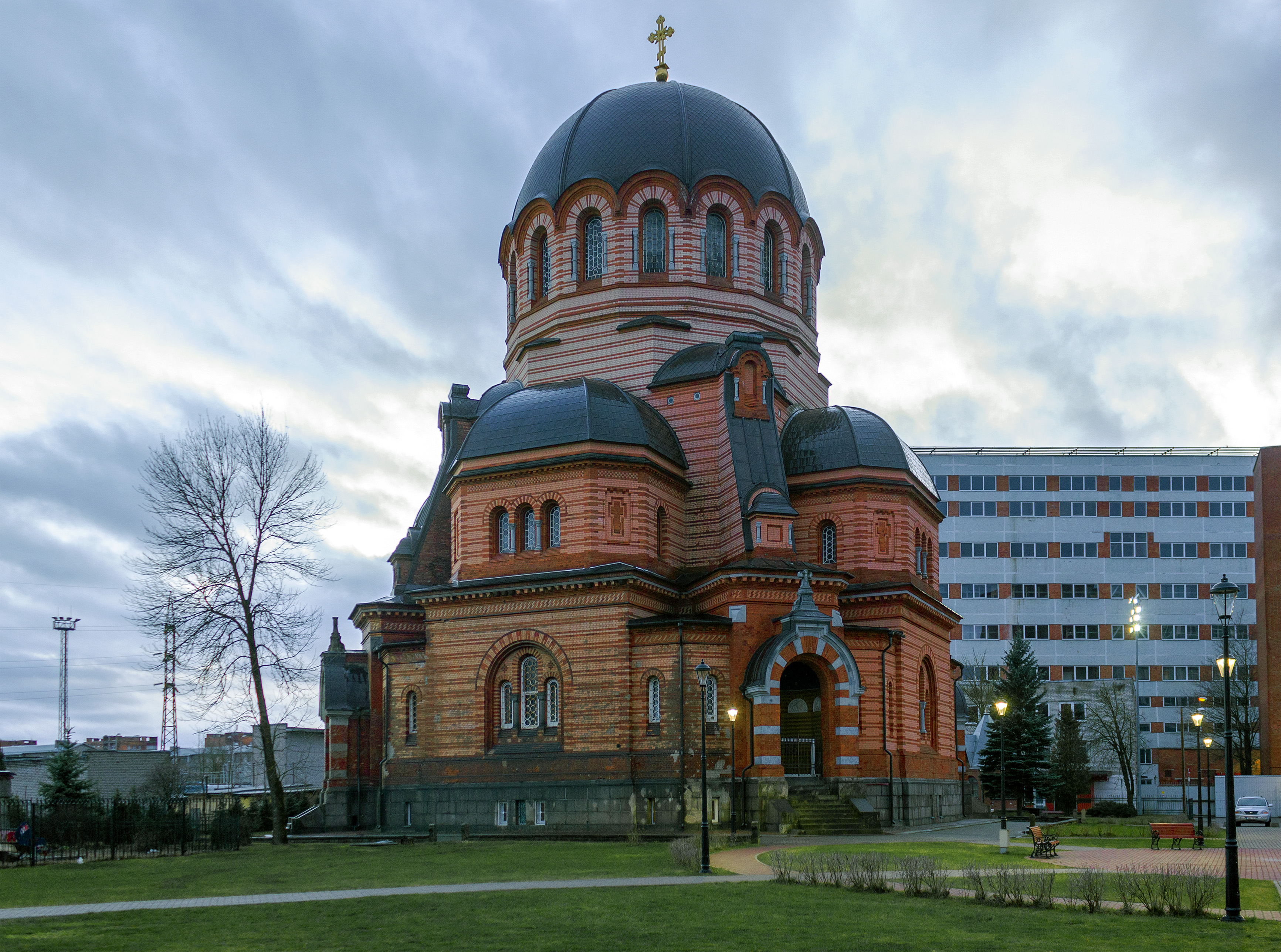
کلیسای جامع رستاخیز مسیح، ناروا
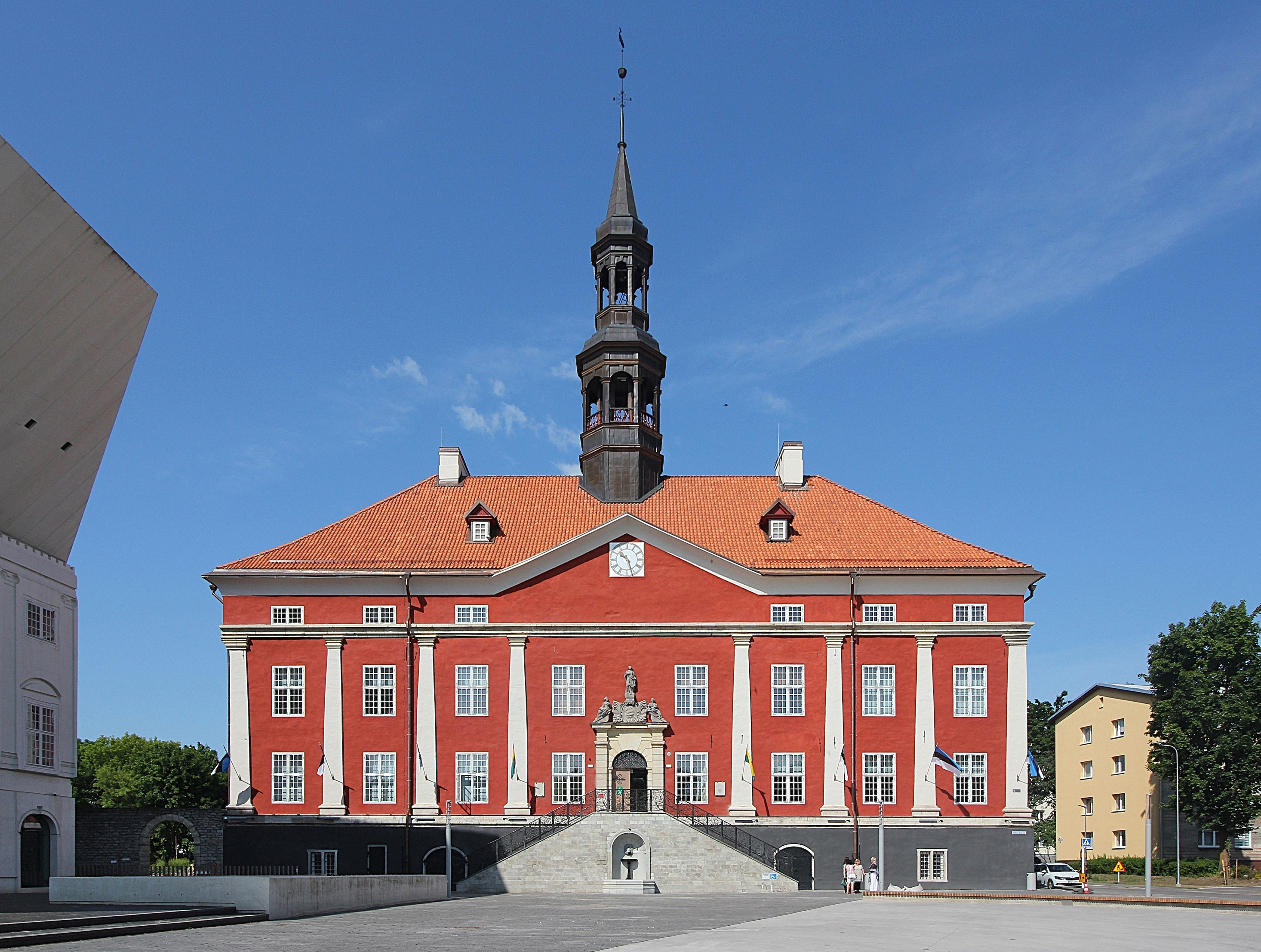
تالار شهر ناروا
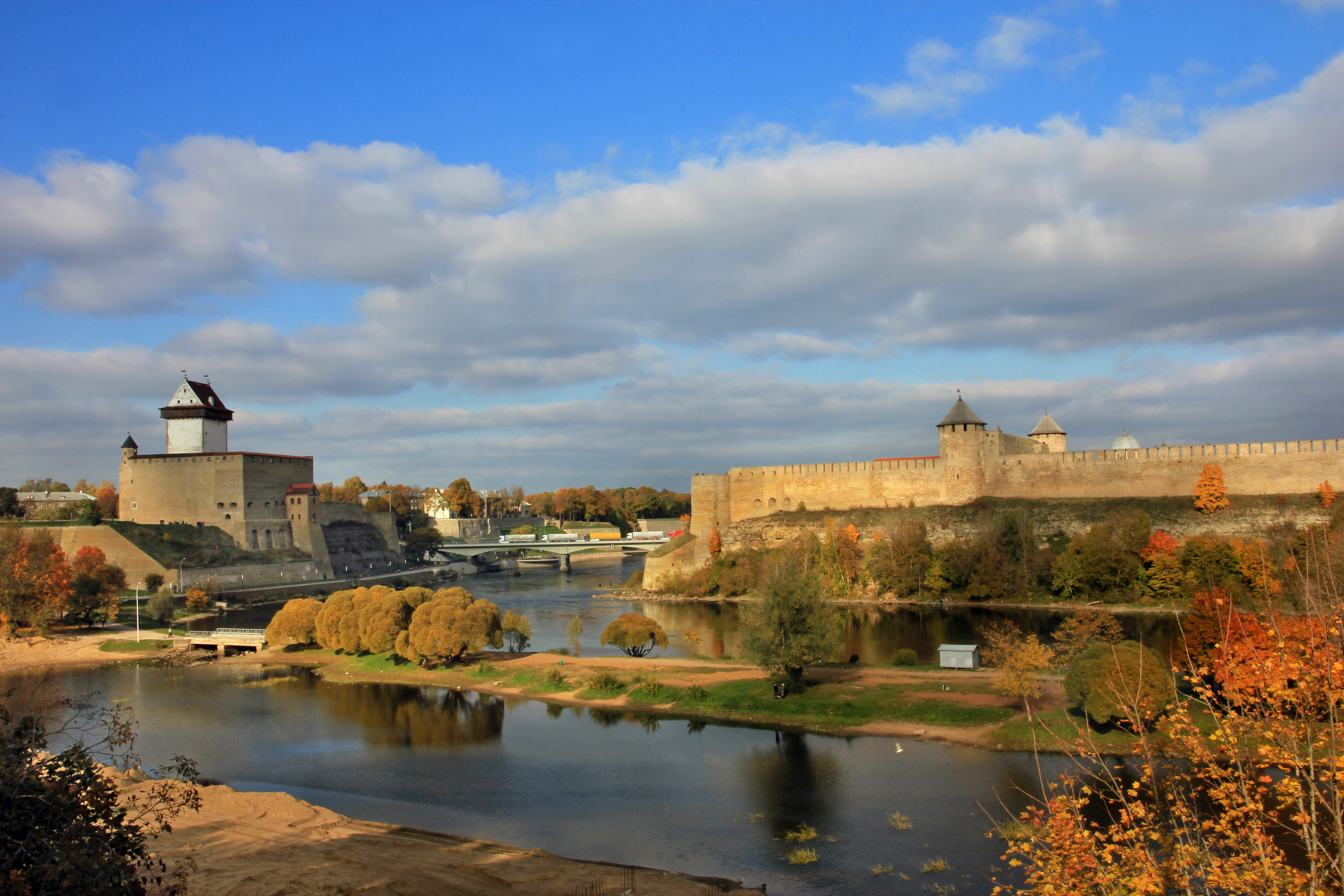
نمایی از شهر ناروا، ۲۰۱۴
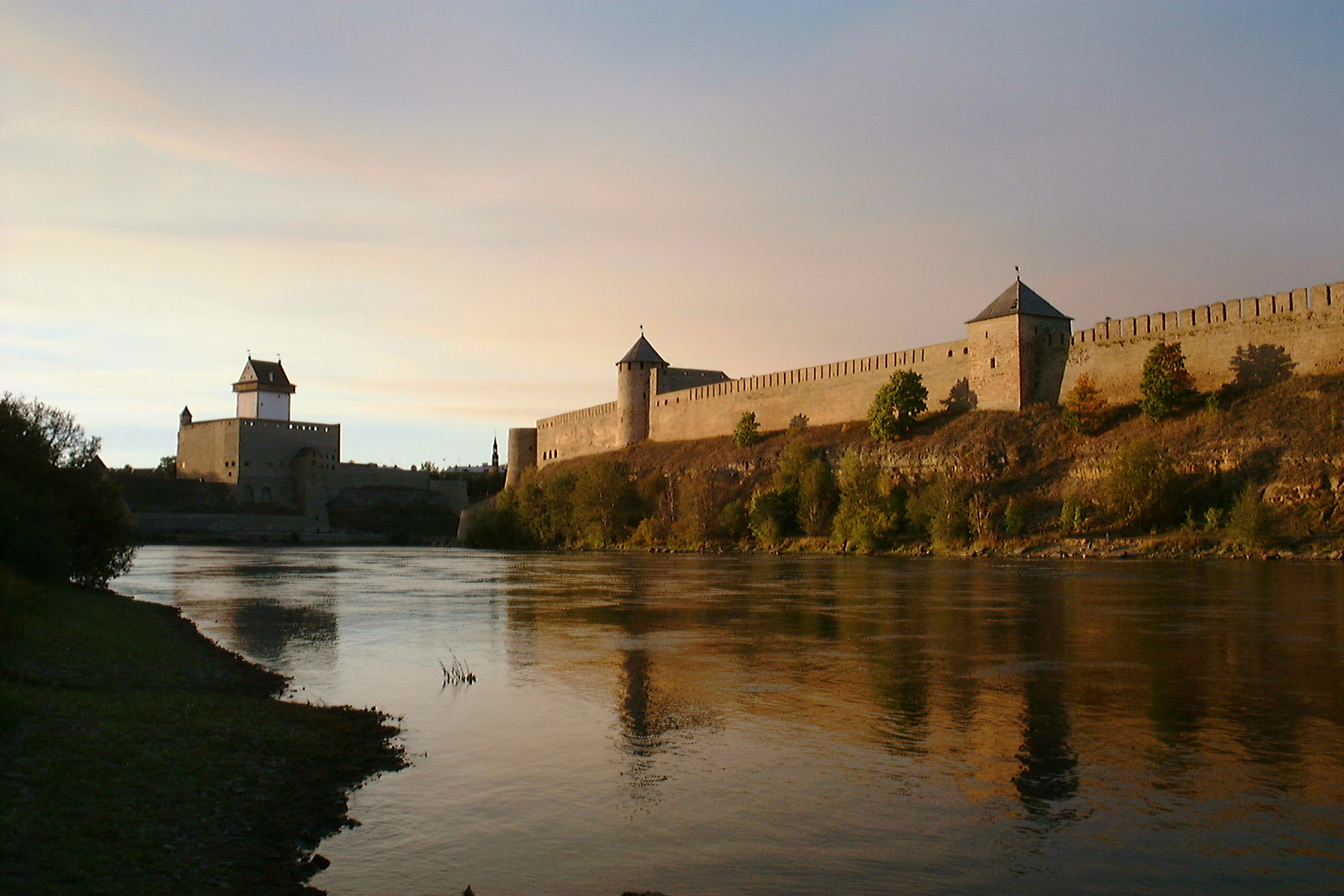
قلعه بازسازی شده ناروا (در سمت چپ) مشرف به قلعه روسی ایانگورود (در سمت راست) در کنار رود ناروا
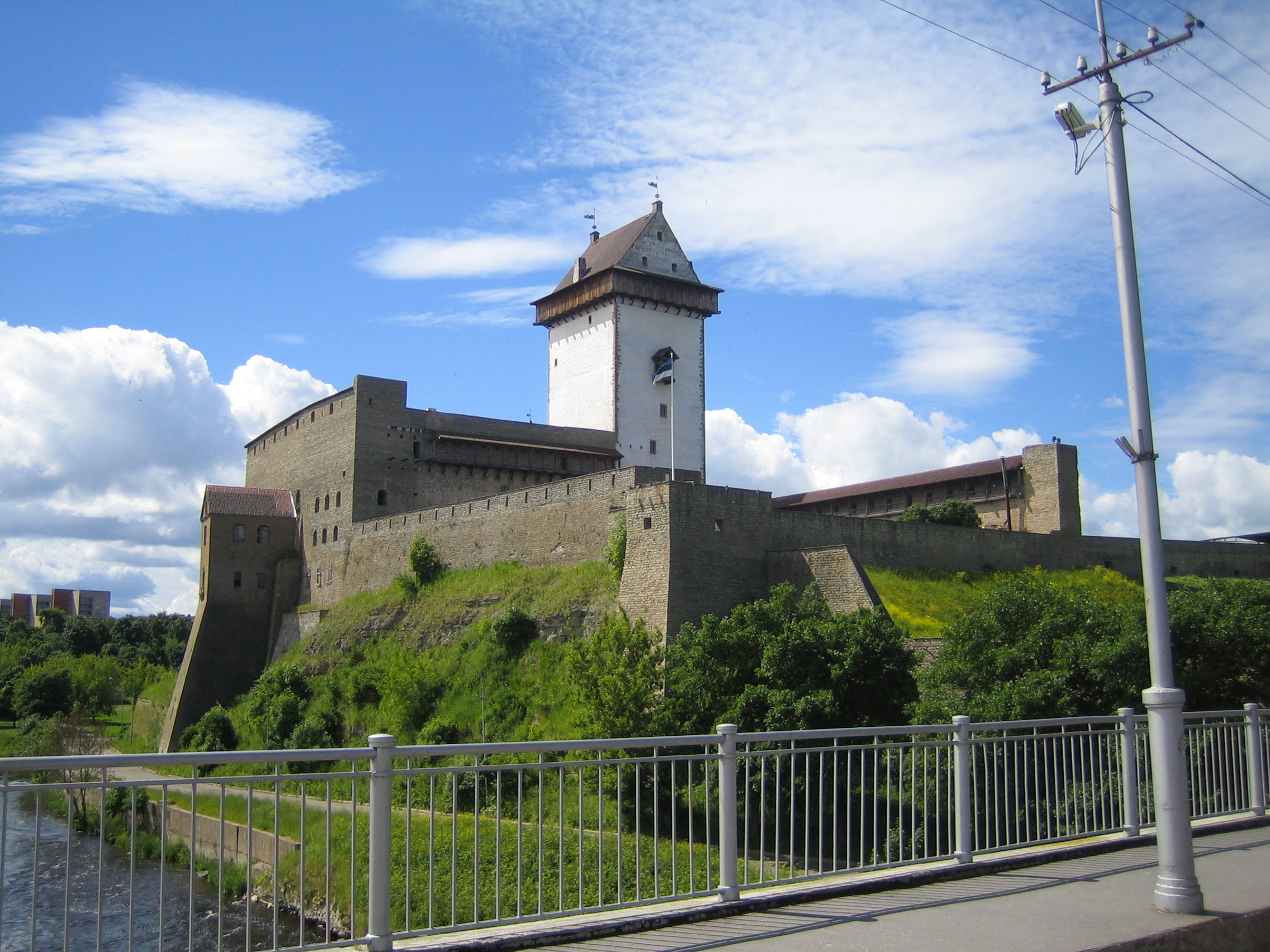
قلعه هرمن